# Osmi(VI) fluoride
Osmi(VI) fluoride, hay osmi hexafluoride là một hợp chất vô cơ của osmi và fluor với công thức hóa học được quy định là OsF6. Nó là một trong 17 hexafluoride nhị phân được biết đến.

## Tổng hợp
Osmi(VI) fluoride được tạo ra bởi một phản ứng trực tiếp của kim loại osmi trong một lượng khí nguyên tố fluor dư ở 300 ℃.
Os + 3F2 → OsF6↑

## Mô tả
Osmi(VI) fluoride là chất rắn kết tinh màu vàng tan ở nhiệt độ 33,4 ℃ và sôi ở 47,5 ℃. Cấu trúc vững chắc được đo ở -140 ℃ là nhóm không gian hình học Pnma. Các thông số mạng là a = 9,387 Å, b = 8,543 Å, và c = 4,944 Å. Có bốn đơn vị công thức (trong trường hợp này là các phân tử rời rạc) trên mỗi đơn vị tế bào, mật độ 5,09 g/cm³. 
Bản thân phân tử OsF6 (dạng quan trọng đối với pha lỏng hoặc khí) có hình học phân tử bát diện, có nhóm điểm (Oh). Chiều dài liên kết của Os–F là 1,827 Å. 
Thủy phân một phần của OsF6 tạo ra OsOF4.